# Cantó de Saint-Thégonnec
El cantó de Saint-Thégonnec (bretó Kanton Sant-Tegoneg) és una divisió administrativa francesa situat al departament de Finisterre a la regió de Bretanya.

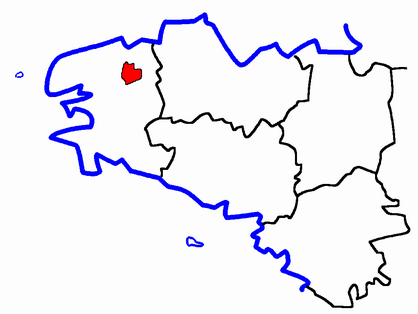
Situació del cantó

## Composició
El cantó aplega 5 comunes :
| Nom bretó              | Nom francès                 | Nom gal·ló |
| Ar C'hloastr-Plourin   | Le Cloître-Saint-Thégonnec  | ---        |
| Logeginer-Sant-Tegoneg | Loc-Eguiner-Saint-Thégonnec | ---        |
| Pleiber-Krist          | Pleyber-Christ              | ---        |
| Plouneour-Menez        | Plounéour-Ménez             | ---        |
| Sant-Tegoneg           | Saint-Thégonnec             | ---        |

## Història
| Data d'elecció                           | Identitat   | Partit        | Qualitat |
| ---------------------------------------- | ----------- | ------------- | -------- |
| 2004-                                    | Yvon Abiven | PS, antic UDB |          |
| les dades anteriors no són pas conegudes |             |               |          |
|                                          |             |               |          |